# Skoleblad
Et skoleblad er en publikation, der udgives af elever, lærere eller forældre i en grundskole eller på et gymnasium, og som distribueres til skolens elever og brugere. Ofte er dette netbaseret.
Oftest udgives skolebladet flere gange i løbet af et skoleår og kan minde om et tidsskrift.
Nogle steder er det tillige vigtigt at skrive en afsluttende beretning om året der gik – og så tenderer det i retning af en årbog.
Et skoleblad har ikke nødvendigvis en relation til elevråd eller andre formelle skoleinstitutioner, men kan nogle steder være knyttet til en frivillig elevforening.